# Digital October

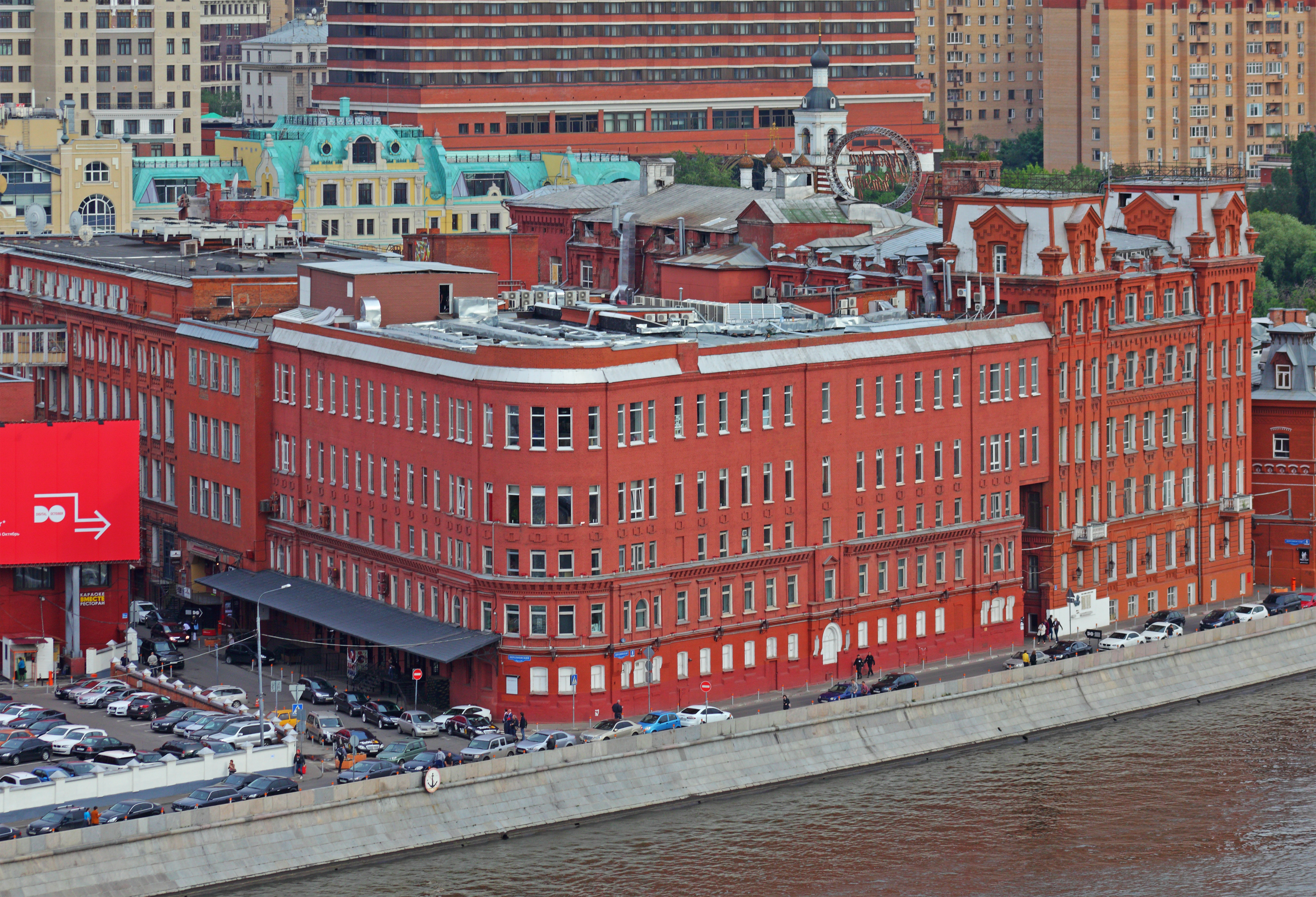
Центр Digital October расположен в бывшем здании фабрики Красный Октябрь

Digital October (произносится «Диджитал Октобер», «Цифровой Октябрь») — частная компания, специализирующаяся на новых технологиях и технологическом предпринимательстве.

## Деятельность
Компания «Digital October» занимается следующим:
- локализует международные[1][2] и разрабатывает собственные[3][4][5] образовательные продукты для специалистов в сфере экономики знаний,
- реализует проекты по информационной[6], экспертной[7][8] и инфраструктурной[9][10] поддержке стартап-компаний из России и стран СНГ,
- а также управляет площадкой для проведения пресс-конференций, семинаров, мастер-классов и форумов, преимущественно посвящённых вопросам ведения инновационного бизнеса, презентациям новых технологий и научных разработок.

С 2010 года Digital October выступает постоянным соорганизатором серии ежегодных российских конференций под брендом технологического блога TechCrunch, а также стал местом регулярного проведения таких профильных конференций, как CEE-SECR, Live! Mobile и Conde Nast Digital Day. Всего, по данным на начало 2014 года, здесь прошло полторы тысячи мероприятий с участием 5 тысяч зарубежных и отечественных экспертов.
Среди прочих, в DO выступали руководитель и один из основателей Facebook Марк Цукерберг, соучредитель Coursera Дафна Коллер и (дважды) создатель компьютеров Apple Стив Возняк, экс-генеральный директор Microsoft Стив Балмер, сооснователь Airbnb Нейтан Блечарзик, автор подхода евангелизма для высокотехнологичных компаний Гай Кавасаки, лауреаты Нобелевской премии по физике Рой Глаубер и Дэвид Гросс.
В 2012 году центр был отмечен двумя наградами «Премия Рунета»: в номинации «Наука и образование» — за серию интерактивных лекций-телемостов с экспертами в 14 областях знаний со всего мира Knowledge Stream, и в номинации «Стартап-навигатор года» — за содействие локальной системе технологического предпринимательства.
В частности, весной 2012 года DO поддержал московские отборочные этапы в финский акселератор для проектов ранней стадии Startup Sauna, в мае того же года принял первую российскую конференцию Digital Life Design (DLD), в сентябре организовал визит в Москву делегации работающих в США инвесторов, менторов и предпринимателей Geeks on a Plane, а в октябре провёл московский этап официального хакатона Facebook — Developers World Hack, посвящённый созданию сервисов и приложений с использованием API соцсети.
В 2013 году центр стал первым российским партнёром: платформы массового бесплатного онлайн-образования Coursera, международной программы подготовки кадров для стартапов General Assembly и сети акселераторов для предпринимателей Founder Institute.
В августе того же года DO также стал первым представителем от России в «Стартап-федерации» — неформальном объединении центров поддержки предпринимательства Северной Америки, Европы и Азии, и с сентября по ноябрь провёл российский этап Challenge Cup — международного конкурса для проектов в сфере образования, здравоохранения, энергетики и технологий «умного города», организованного в 9 странах.
В сентябре 2013 года центр принял региональный этап официального хакатона PayPal — BattleHack 2013, международный финал которого в итоге выиграла российская команда программистов.
В декабре 2013 года в Digital October заявили о планах по запуску «Лаборатории новых профессий» — платных среднесрочных курсов, на которых будут готовить представителей ещё недавно не существовавших, но востребованных сегодня специальностей. Планируется, что первыми в 2014 году обучение пройдут будущие специалисты по большим данным, growth hacking и продюсированию онлайн-курсов.

## Участие в подготовке и продвижении фильма «Стартап»
Весной 2013 года центр помогал съёмочной группе российской художественной ленты, рассказывающей о становлении инновационного бизнеса в современной России.
1 апреля 2013 года исполнители главных ролей в фильме Шамиль Хаматов и Евгений Ткачук в рамках подготовки к съёмкам посетили открытый трёхчасовой семинар от программы Founder Institute Moscow — мероприятие Startup Ideation Bootcamp, посвящённое поиску и коллективной работе над идеями для технологических бизнесов.
А 30 мая 2013 года центр организовал встречу продюсера и сценариста картины Ирины Смолко и Дмитрия Соболева с инвесторами, предпринимателями, редакторами и издателями СМИ в рамках медиа-клуба Venture Insights.
18 и 25 марта 2014 года в DO прошли закрытые предпремьерные показы, сопровождавшиеся предварительными дискуссиями с участием Александра Галицкого, Давида Яна и других технологических предпринимателей, поддержавших создание фильма. В апреле 2014 года «Стартап» вышел в широкий прокат.

## Спонсирование аудиокниги «Евгений Онегин», записанной Стивеном Фраем
Fry Reads Onegin Архивная копия от 17 мая 2014 на Wayback Machine (рус. «Фрай читает Онегина») — проект создания бесплатной англоязычной аудиоверсии романа «Евгений Онегин» в переводе профессора Джеймса Фейлена с начиткой британского актёра, режиссёра и драматурга Стивена Фрая («Дживс и Вустер», «Уайльд», «Хоббит: Пустошь Смауга», озвучка серии аудиокниг «Гарри Поттер»).
Идея проекта появилась в 2012 году у Дмитрия Неяглова, тогдашнего креативного директора «Группы Цифровой Октябрь», в которую входит Digital October, и была профинансирована центром.
Процесс создания аудиокниги занял почти год: в частности, 6 месяцев длились переговоры с агентами актёра и самим Фраем. Запись чернового материала прошла за три восьмичасовых смены на лондонской студии Silk Sound, окончательная версия сводилась и дорабатывалась в Москве.
6 мая 2013 года финальная версия аудиокниги была выложена в открытый доступ и к октябрю 2013 года была скачана более 20 000 раз с одного только промосайта.

## Веб-выборы 2012—2013
Трижды в центре располагались штабы видеонаблюдения за происходящим на избирательных участках.
В марте 2012 года в ходе президентских выборов здесь находился ситуационный центр мониторинга работы всей системы, в октябре аналогичный штаб обеспечивал техническую поддержку интернет-трансляции выборов в региональные органы исполнительной и законодательной власти, а в ходе единого дня голосования 8 сентября 2013 года в DO разместился видеоцентр Общественного штаба по наблюдению за выборами мэра Москвы.

## Сотрудничество с Coursera.org
С января по декабрь 2013 года DO организовал четыре бесплатных телемоста Knowledge Stream с командой Coursera.org: свои лекции для российской аудитории прочли Дафна Коллер (сооснователь платформы, 21 января), Инь Лу (архитектор бренда и программы Coursera Learning Hubs, 7 ноября), Илай Билднер (куратор международной переводческой программы, 13 ноября) и Эндрю Ын (сооснователь платформы, 6 декабря).
14 мая 2013 года Digital October стал одним из первых десяти иностранных партнёров платформы Coursera по программе Global Translation Partners, в рамках которой общественные и образовательные организации курируют создание субтитров к англоязычным видео на платформе на других международных, региональных и национальных языках.
24 июня 2013 года центр организовал открытую двухчасовую встречу москвичей с Дафной Коллер: она приезжала в Россию для участия в Петербургском международном экономическом форуме и переговоров с российскими вузами.
31 октября 2013 года центр стал первым российским партнёром Coursera по программе Learning Hubs — созданию очных классов, которые проходят параллельно с онлайн-курсами и позволяют студентам не терять мотивацию и расширять знания по выбранной теме под руководством местных менторов.

### Пилотный проект
В апреле 2013 года центр курировал создание первых русскоязычных субтитров к циклу видеолекций «Игрофикация», который читал на Coursera профессор Университета Пенсильвании Кевин Вербах. Работа выполнялась при участии профессионального бюро переводов. Этот проект стал пилотным и для самой Coursera: не только перед анонсированием сотрудничества с DO, но и перед запуском программы Global Translation Partners в целом.
26 апреля Digital October подготовил практическую встречу для слушателей курса Кевина Вербаха — помимо московских участников в зале, дистанционно к ней присоединились студенты из других стран, а также сам профессор. Задачей участников было за ограниченное время придумать, как применить игрофикацию к реальной жизненной ситуации. Пользуясь подсказками российских экспертов, команды, часть из которых общалась только виртуально, разработали 8 решений.
Подобный формат совместного обучения студентов из разных стран был использован впервые в истории Coursera, а сама встреча стала частью эксперимента, который проводился перед введением повсеместной практики Coursera Learning Hubs.

### Создание платформы «Переведем Coursera»
Чтобы ускорить дальнейшее создание субтитров к курсам, после пилотного проекта было решено отказать от модели работы с переводческими бюро в пользу модели краудсорсинга. Технической реализацией этой идеи летом 2013 года занялась компания ABBYY Language Services.
Первая демонстрация онлайн-платформы «Переведем Coursera» прошла 13 ноября 2013 года в ходе телемоста Knowledge Stream с Илаем Билднером. Тогда же приглашение опробовать инструмент для коллективного создания субтитров получили первые пользователи.
Вплоть до весны 2014 года платформа проходила закрытое тестирование, участие в котором приняли свыше 700 человек: профессиональные переводчики, студенты профильных кафедр и вузов, сотрудники DO и ABBYY, волонтёры. Совместными усилиями они полностью перевели один курс.
24 марта 2014 года проект вышел в стадию публичного тестирования: в официальной презентации, прошедшей в центре, участвовали Давид Ян и — по телемосту — Эндрю Ын и Ричард Бояцис (автор курса о лидерстве, который первым получил официальные пользовательские субтитры на Coursera.org).
Платформа использует облачную технологию SmartCAT для редактирования письменных переводов и интегрирована с хранилищем контента Coursera. По мере готовности, полностью переведённые участниками проекта курсы автоматически загружаются на Coursera.org.

### Организация Coursera Learning Hubs в Москве
Coursera Learning Hubs («Образовательные центры» по версии Coursera, «Лаборатории знаний» по версии DO) — бесплатные дополнительные очные занятия, которые проводятся для слушателей онлайн-курсов, проживающих в одном и том же городе.
Для зачисления в «Лабораторию» необходимо быть зарегистрированным на Coursera.org и (если требуется) пройти тестовое задание.
Основная цель таких занятий: через личное знакомство с другими студентами дополнительно мотивировать слушателя пройти оригинальный курс до конца (поэтому прогулы не допускаются), а также дать ответы на вопросы, которые возникают у него по ходу видеолекций. Одновременно этот подход даёт желающим возможность получать углублённые знания и работать над практическими проектами с местными экспертами.
Первые российские «Лаборатории» от центра Digital October были анонсированы 7 ноября 2013 года.
Занятия стартовали в середине ноября и шли параллельно с оригинальными курсами на Coursera.org. Первыми в московские «Лаборатории» смогли записаться слушатели курсов «Дизайн-мышление в бизнесе», «Алгоритмы в биоинформатике» и сдвоенной дисциплины «Полезная генетика»/«Гены и человеческое поведение». С ними, в том числе, работали эксперты РАН, Intel и соавтор оригинального видеокурса об алгоритмах в биоинформатике Николай Вяххи.
В феврале 2014 года в DO открылась лаборатория, посвящённая курсу «Игрофикация». Её участники выполнили два практических проекта для компаний «Мосигра» и Empatika.

## Ключевые проекты

### TechCrunch
Ежегодно с 2010 года в центре Digital October проходят конференции TechCrunch Moscow, организуемые при участии TechCrunch Europe. В конференции принимают участие представители ведущих технологических компаний, предприниматели и инвесторы. Официальный язык конференции — английский.

### Knowledge Stream
Осенью 2011 года Digital October совместно с Ростелекомом и РВК запустил образовательный интернет-проект Knowledge Stream. В зале центра проходят телемосты с зарубежными учёными и бизнесменами, одновременно трансляции лекций идут в интернете на русском и английском языках, а также с сурдопереводом. Посещение лекций бесплатно. К июню 2012 года зрителями интернет-трансляций лекций стали более 100 тыс. человек.

### Chain Reaction
С марта 2012 года Digital October совместно с Департаментом науки, промышленной политики и предпринимательства Москвы проводит цикл мероприятий Chain Reaction, направленный на поддержку работы существующих стартапов. Каждое обсуждение проектов, объединённых по тематической направленности, состоит из трёх частей: функционал продукта и его конкуренты; бизнес-модель и финансы проекта; маркетинг и каналы продвижения.

### General Assembly
В феврале 2013 году центр Digital October стал сателлитным партнёром образовательной программы для предпринимателей General Assembly (GA) и открыл начал проводить на своей площадке курсы по web-дизайну, программированию и предпринимательству в сфере высоких технологий.

### Октябрьская эволюция
В апреле 2013 года центр Digital October запустил новый ТВ-проект «Октябрьская эволюция». В шоу принимают участие телезрители, которые общаются со студией с помощью социальных сетей и видеозвонка в студию от Tekmi.

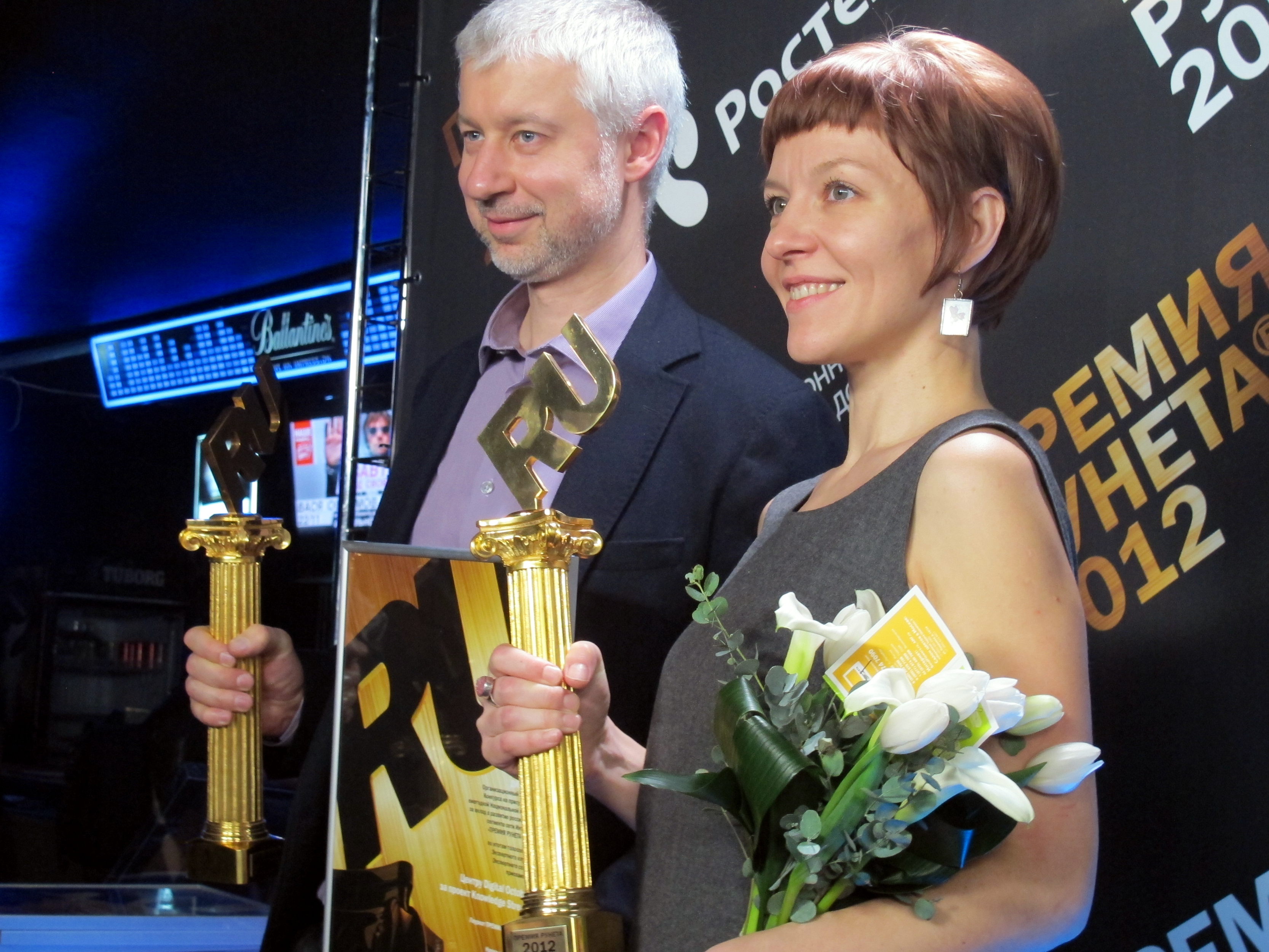
Представители центра — Дмитрий Репин (генеральный директор) и Юлия Лесникова (директор образовательных программ) — на церемонии вручения «Премии Рунета 2012»

## Критика
Эксперты и СМИ считают Digital October спорным проектом с точки зрения получения прибыли. В частности, звучала критика в адрес выбора места для центра: арендные ставки в центре Москвы высоки. Собеседник Forbes отозвался о центре как о бизнесе, который «ничего не стоит, это некий набор людей, связей и имиджа».
Директор московского фонда развития венчурных инвестиций Алексей Костров обвинял центр в излишней «гламурности»: «Я не хочу сказать ничего обидного в адрес коллег из подобных центров, однако общий налет „гламура“ сегодняшнего пути популяризации инноваций нужно удалить».

## Упоминания в СМИ
1. Центр Digital October. Справка Архивная копия от 29 декабря 2011 на Wayback Machine // РИА «Новости», 25.04.2011
2. Абызов посеет $300 млн Архивная копия от 23 июня 2013 на Wayback Machine // газета.ru, 25.04.2011
3. Глава Google нашел Digital October Архивная копия от 20 ноября 2012 на Wayback Machine // Коммерсантъ, 26.04.2011
4. Денег тьма Архивная копия от 23 октября 2012 на Wayback Machine // Коммерсантъ Секрет Фирмы, 05.12.2011
5. poSEEDelki в бизнес-инкубаторе Архивная копия от 15 февраля 2013 на Wayback Machine // The New Times, 13.02.2012
6. Образование в стиле Digital // STRF.ru, 21.03.2012
7. Аудитория образовательного веб-проекта Digital October и «Ростелекома» превысила 100 тыс. // CNews, 09.06.2012
8. В «поток знаний» влились 100 тысяч россиян Архивная копия от 12 марта 2013 на Wayback Machine // Голос России, 14.06.2012
9. Офис: Digital October Group // Hopes&Fears, 03.10.2012
10. Стартапы получили рейтинг Архивная копия от 28 декабря 2012 на Wayback Machine // Российская газета, 09.12.2012